# 虫糞茶
虫糞茶（ちゅうふんちゃ）は、虫屎茶（ちゅうしちゃ。中国語 チョンシーチャー、chóngshǐchá）などともいい、コナシ、茶などの葉などを食べる蛾の幼虫の糞を乾燥させた、中国茶の一種。使用する植物と蛾の種類によって異なるタイプがある。

## 概要
別名には、他に虫茶（ちゅうちゃ）、龍珠茶（りゅうしゅちゃ）、茶精（ちゃせい）がある。また使用する植物によって、化香蛾茶（かこうがちゃ）、三葉虫茶（さんようちゅうちゃ）などの種類別の名前がある。
中国の広西チワン族自治区桂林市竜勝各族自治県周辺と湖南省の南部で主に生産されており、貴州省、四川省などでも自家消費用に製造されている。もともとミャオ族が飲んでおり、基本的に自家消費用であるが、香りのよさと特異性が知られるようになり、引き合いもあることから、現在は化香蛾茶が東南アジアなどに少量輸出も行われている。しかし、化香蛾茶は販売のために作り出されたもので、本来地元では飲まれていないともいわれる。
濃い赤茶色の茶で、糞の異臭はなく、香り高く、蜂蜜の甘みを含んでいる。葉が幼虫によって分解されるため、必須アミノ酸、とりわけリジンを多く含み、うま味も増えている。また、いわゆる善玉菌が多く含まれ、健胃作用、整腸作用、止瀉作用、止血作用もあるといわれる。

## 歴史
伝承では、次のような偶然の機会に見出されたという。清の乾隆年間(1736年 - 1795年)に、湖南省城歩県で、茶葉を入れておいた小屋に雨漏りがして、蛾が湧き、ほとんど茶葉を食われてしまい、糞だけが残るという被害があった。これを片付けようとして、糞が偶然水の中に落ち、水の色が赤く変わるとともに、茶葉の繊維が現れるのに気づいた。そこで、試しに湯に入れて飲んでみると、味も甘みがあり、香りも良かったので、これを飲み、また人為的に作ることが始まった。
光緒年間(1875年 - 1908年)に著された『城歩郷土志』巻五にも、茶を籠に入れて数年間保管をすると虫茶となるとの記載があるが、きっかけについての記述はない。
実際には、李時珍が清朝成立前の1578年に著した『本草綱目』に既に記載があり、いずれも時代が合わない。

## 種類
使用する植物と、食べさせる蛾の種類により数種がある。

### 原料植物
現在、主に次の植物が単独、もしくは組み合わせて使われている。植物の重量に対して、10%余りの製品が得られる。
- トウチャ - Ampelopsis grossedentata、中国語：野藤[1]、顕歯蛇葡萄。ブドウ科
- コナシ - Malus sieboldii、中国語：三葉海棠。バラ科。「三葉虫茶」の原料。湖南省での主要原料。
- ノグルミ - Platycarya strobilacea、中国語：化香樹。クルミ科。「化香蛾茶」の原料。広西チワン族自治区での主要原料。

### 加工昆虫
葉を食べさせる昆虫として、主にメイガ科シマメイガ亜科とヤガ科クルマアツバ亜科の蛾を用いる。ともに、多くの種が生きた葉ではなく枯葉や腐植、乾燥穀物などを食べて幼虫が育つ分類群である。使用する植物によって、集まる蛾は異なる。代表種として次が挙げられる。
- コメシマメイガ - Aglossa dimidiata、中国語：米縞螟、米黒虫。メイガ科シマメイガ亜科。コナシなどを食べる。日本では貯穀害虫として知られる。
- ソトウスグロアツバ - Hydrillodes lentalis（syn. Hydrillodes morosa）、中国語：化香夜蛾、黄紋淡墨夜蛾。ヤガ科クルマアツバ亜科。ノグルミなどを食べる。日本では幼虫が枯葉を食べて育つことが確認されている[4]。

## 製法
1. 穀雨の頃、蛾に食べさせる植物の葉を集め、水が抜ける笊や木桶に入れる。
2. 葉に、米のとぎ汁をまぶして放置すると、発酵して臭いを発するようになり、臭いに惹かれて、ヒロオビウスグロアツバまたはコメシマメイガの成虫が集まり、産卵する。
3. 卵が孵化し、幼虫になると、葉を食べてゴマより小さい粒状の糞をするので、これを集める。一匹の幼虫は数ヶ月間葉を食べ続け、糞をするが、成虫になって次の世代になっても、葉があるだけ置いておき、2年程度まで時間をかける場合もある。
4. 食べ残しの葉や茎などの異物を篩ってとり除き、天日で乾燥するか、鍋で炒るようにしてじっくり乾燥させる。この糞の粒を「虫珠」もしくは「龍珠」と称する。このままを利用する場合もある。
5. さらに加工をする場合は、鍋に虫珠を入れ、これに蜂蜜と粉砕した茶葉を、およそ5対1対1の割合になるように加え[1]、茶葉と蜂蜜が表面をコーティングするように、混ぜながら半時間程度加熱乾燥させ、完成する。